# Pestilence
Pestilence — нидерландская дэт-метал-группа, позже добавившая в свою музыку элементы джаз-фьюжна. До своего распада в 1994 году Pestilence выпустили четыре полноформатных альбома. Группа воссоединилась в 2008 году и в 2009 выпустила свой первый студийный альбом после 16-летнего перерыва.

## История

### Формирование группы
Группа была образована в городе Энсхеде, Нидерланды, в середине 1980-х годов вокалистом и гитаристом Патриком Мамели, гитаристом Рэнди Мейнхардом и барабанщиком Марко Фоддисом. В этом составе были записаны два демо — Dysentery (1986) и с приходом в качестве вокалиста и басиста Мартина ван Дрюнена — The Penance (1987). Обе записи были выдержаны в духе трэш-металла в стилистике, напоминающей Possessed и Sepultura периода альбома Schizophrenia, и смогли привлечь внимание лейбла Roadrunner Records. После подписания контракта с лейблом, Pestilence выпускают свой первый полноценный альбом Malleus Maleficarum (1988), продолжая работать в направлении брутального трэша. Вскоре после выхода дебютной пластинки Мейнхард покидает группу и основывает свой трэш-коллектив Sacrosanct.

### Изменения состава
Вакантное место гитариста занимает Патрик Утервейк, с которым и записывается второй альбом Consuming Impulse (1989), ознаменовавший полный уход от трэша и обеспечивший Pestilence широкую известность среди фанатов дэт-метала. Тем временем Ван Дрюнен уходит из группы, чтобы присоединиться к Asphyx, и тем самым оставляет Pestilenсе без басиста и вокалиста.
Для записи третьей пластинки Pestilence приглашают басиста Тони Чоя, в то время игравшего в Cynic. а вокал вновь берёт на себя Мамели. Testimony of the Ancients выходит в 1991 году и, будучи не столь жёстким как предыдущие релизы, демонстрирует между тем растущий уровень профессионализма музыкантов. После июньского фестиваля Dynamo Open Air 1992 года, где Pestilence играли на одной сцене с Paradise Lost, Rollins Band, Prong и др., не являясь постоянным членом группы, Тони Чой покидает команду, присоединившись к Atheist, а на его место приходит Йерун Паул Тесселинг.

### Распад и воссоединение
На всём протяжении своего развития, Pestilence проявляла интерес к отличным от чистого металла стилям и направлениям, и материал их четвёртого альбома Spheres (1993) стал уникальным сплавом уже запатентованного дэт-метала и джаз-фьюжна с использованием гитарных синтезаторов. Избранное направление однако не устроило ни фанатов, ни начальство Roadrunner, и вскоре участники группы единогласно решили прекратить деятельность коллектива, решив, что «творческий пик» музыкальной карьеры группы был достигнут.
В 1994 году Roadrunner выпустили диск Mind Reflections — сборник лучших вещей группы, а в 2006 году лейбл Metal War Records выпустил концертный альбом Chronicles of the Scourge, содержащий записи с двух выступлений группы в 1988 и 1989 годах.
В начале 2008 года фронтмен коллектива Патрик Мамели заявил на сайте blabbermouth.net о том, что «по просьбам фанатов» Pestilence возобновляют свою деятельность и пообещал, что новый материал будет «гораздо более техничным и брутальным, чем раньше». Помимо этого Мамели подчеркнул, что не
намерен играть со старыми участниками Pestilence, отказываясь таким образом считать это реюнионом. В октябре вместе с Тони Чоем в качестве басиста и Питером Уилдором из Darkane за барабанами, Мамели записывает пятый альбом Pestilence Resurrection Macabre, релиз которого состоялся 16 марта 2009 года.
В октябре 2009 года место басиста вновь занял Йерун Паул Тесселинг, с конца 2007 года также числящийся в немецкой дэт-металлической команде Obscura, а в декабре Мамели объявил, что по итогам организованных прослушиваний новым барабанщиком Pestilence стал Юма Ван Экелен, ранее игравший с нидерландскими дэт-коллективами The New Dominion и Brutus.
В апреле 2011 года увидел свет альбом "Doctrine".
Без перерыва группа удалилась подальше от публики для того, чтобы начать новую студийную запись. В музыкальной начинке альбома доминирует восьмиструнная гитара, которую начали использовать Патрик Мамели и Патрик Утервийк. Это привнесло в песни брутальности, низкого звучания, что установило новый стандарт в экстремальной музыке. "Восьмиструнные гитрары открыли перед нами множество дверей. Это позволило использовать множество музыкальных возможностей и придать звуку брутальности и мощи. также это дал мне возможность начать петь в более высоком диапазоне, поскольку низкое пение "топило" бы голос в гитарных партиях. Мой голос звучит более напористо и интенсивно, чем когда-либо раньше", - говорит Патрик Мамели.
"Doctrine" обозначил новый состав группы, который теперь полностью голландский. Йерун Пол Тесселинг уже участвовал в записи альбома "Spheres" (1993). Новый альбом записывался и микшировался в студии Woodshed Studio при помощи инженера Виктора Буллока. 24 апреля 2011 года лейбл Mascot Records выпускает шестой полноформатный альбом "Doctrine". Далее группа отправляется в турне в поддержку релиза, в июне музыканты выступают в качестве поддержки Slayer на их концерте в Нидерландах.
В январе 2012 года группа выступает в Коста-Рике совместно с Dying Fetus. Происходят изменения в составе - новым бас-гитаристом становится Стефан Фиммерс, а за ударную установку садится Тим Йонг. С ними и начинается работа над новым альбомом. В 2013 году был заключен контракт с Candlelight Records для выпуска альбома, получившего название "Obsideo". 11 ноября, наконец, альбом был выпущен. В следующем году группа дает ряд концертов в поддержку новой работы. В том числе тур по Европе, Neurotic Deathfest, Lezard'Os Metal Fest. В июле на официальной Facebook-странице было опубликовано сообщение о прекращении деятельности группа. Это было связано с желанием Патрика Мамели сосредоточиться на новом проекте Necromorph.
Группа восстановилась и будеть играть в Харькове на фестивале

## Состав

### Текущий состав
- Патрик Мамели — гитара (1986–1994, 2008–2014, 2016–настоящее время), вокал (1986–1987, 1990–1994, 2008–2014, 2016–настоящее время)
- Йост ван дер Граф — бас-гитара (2019–настоящее время)
- Рутгер ван Норденбург — гитара (2019–настоящее время)
- Майкл ван дер Дьюти — ударные (2020–настоящее время)

### Бывшие участники
- Патрик Утервейк — гитара (1988–1994, 2008–2014)
- Марко Фоддис — ударные (1986–1994)
- Рэнди Мейнхард — гитара (1986–1989)
- Мартин ван Дрюнен — вокал, бас-гитара (1987–1990)
- Кент Смит — клавишные (1991)
- Тони Чой — бас-гитара (1991–1992, 2008–2009, 2016–2017)
- Йерун Пол Тесселинг — бас-гитара (1992–1994, 2009–2012)
- Стефан Фиммерс — бас-гитара (2012–2013)
- Джордж Майер — бас-гитара (2013–2014)
- Питер Уилдор — ударные (2008)
- Юма ван Экелен — ударные (2009–2012)
- Тим Юнг — ударные (2012)
- Дэйв Хейли — ударные (2012–2014)
- Сантьяго Доблес — гитара (2016–2017)
- Септимиу Харсан — ударные (2016–2020)
- Тилен Хадрап — бас-гитара (2017–2018)
- Эдвард Негреа — бас-гитара (2018–2019)
- Калин Параскив — гитара (2017–2019)

## Дискография
Студийные альбомы
- Malleus Maleficarum (1988)
- Consuming Impulse (1989)
- Testimony of the Ancients (1991)
- Spheres (1993)
- Resurrection Macabre (2009)
- Doctrine (2011)
- Obsideo (2013)
- Hadeon (2018)
- Exitivm (2021)
- Levels Of Perception (2024)

Концертные альбомы
- Chronicles of the Scourge (2006)
- Presence of the Past (2016)

Сборники
- Mind Reflections (1994)
- Consuming Impulse/Testimony of the Ancients (2003)
- The Dysentery Penance (2015)
- Reflections of the Mind (2016)
- Twisted Truth (2020)
- The Roadrunner Albums (2020)

Демо
- Dysentery (1987)
- The Penance (1987)
- Discarnate Entity (2017)